# 保呂町
保呂町（ほろちょう）は、愛知県名古屋市天白区の地名。丁番を持たない単独町名である。住居表示未実施。

## 地理
名古屋市天白区の西部に位置する。北東に島田と、南西と南東に菅田と、天白川を挟んで北西に中砂町とそれぞれ接する。

## 歴史

### 町名の由来
字名に由来する。鳥の両翼の下の羽を意味する保呂羽を略したもので、当地にタカの羽が時々落ちていたことによるという。

### 沿革
- 1989年（平成元年）11月19日 - 天白区天白町島田の一部により、同区保呂町として成立する[1]。

## 世帯数と人口
2019年（平成31年）1月1日現在の世帯数と人口は以下の通りである。
| 町丁   | 世帯数  | 人口    |
| ------ | ------- | ------- |
| 保呂町 | 678世帯 | 1,533人 |

### 人口の変遷
国勢調査による人口の推移
| 2000年（平成12年） | 1,530人 | [ WEB 6 ] |  |
| 2005年（平成17年） | 1,596人 | [ WEB 7 ] |  |
| 2010年（平成22年） | 1,581人 | [ WEB 8 ] |  |
| 2015年（平成27年） | 1,544人 | [ WEB 9 ] |  |

## 学区
市立小・中学校に通う場合、学校等は以下の通りとなる。また、公立高等学校に通う場合の学区は以下の通りとなる。なお、小学校は学校選択制度を導入しておらず、番毎で各学校に指定されている。
| 小学校                                    | 中学校               | 高等学校 |
| ----------------------------------------- | -------------------- | -------- |
| 名古屋市立天白小学校 名古屋市立山根小学校 | 名古屋市立天白中学校 | 尾張学区 |

## その他

### 日本郵便
- 郵便番号 : 468-0041[WEB 3]（集配局：天白郵便局[WEB 12]）。

### WEB
1. ↑  “愛知県名古屋市天白区の町丁・字一覧”.   人口統計ラボ. 2017年10月7日閲覧。
2. 1 2  “町・丁目(大字)別、年齢(10歳階級)別公簿人口(全市・区別)”.   名古屋市 (2019年1月23日). 2019年1月23日閲覧。
3. 1 2  “郵便番号”.  日本郵便. 2019年2月10日閲覧。
4. ↑  “市外局番の一覧”.   総務省. 2019年1月6日閲覧。
5. ↑  名古屋市役所市民経済局地域振興部住民課町名表示係 (2015年10月21日). “天白区の町名一覧”.   名古屋市. 2017年10月7日閲覧。
6. ↑  名古屋市役所総務局企画部統計課統計係 (2005年7月1日). “（刊行物）名古屋の町(大字)・丁目別人口 (平成12年国勢調査) 天白区” (xls). 2017年10月8日閲覧。
7. ↑  名古屋市役所総務局企画部統計課統計係 (2007年6月29日). “平成17年国勢調査　名古屋の町(大字)別・年齢別人口 天白区” (xls). 2017年10月8日閲覧。
8. ↑  名古屋市役所総務局企画部統計課統計係 (2012年6月29日). “平成22年国勢調査　名古屋の町(大字)別・年齢別人口 天白区” (xls). 2017年10月8日閲覧。
9. ↑  名古屋市役所総務局企画部統計課統計係 (2017年7月7日). “平成27年国勢調査　名古屋の町(大字)別・年齢別人口” (xls). 2017年10月8日閲覧。
10. ↑  “市立小・中学校の通学区域一覧”.   名古屋市 (2018年11月10日). 2019年1月14日閲覧。
11. ↑  “平成29年度以降の愛知県公立高等学校（全日制課程）入学者選抜における通学区域並びに群及びグループ分け案について”.   愛知県教育委員会 (2015年2月16日). 2019年1月14日閲覧。
12. ↑  郵便番号簿 平成29年度版 - 日本郵便. 2019年02月10日閲覧 (PDF)

### 文献
1. 1 2  名古屋市計画局 1992, p. 973.
2. 1 2  名古屋市計画局 1992, p. 694.